# Rezervat biosfere Tehuacán-Cuicatlán
Rezervat biosfere Tehuacán-Cuicatlán je rezervat biosfere koji se prostire na 4.900 km² u 21 općini u državama Puebla i Oaxaca (jugoistočni Meksiko). Ova aridna i poluaridna dolina ima najveću bioraznolikost u Sjevernoj Americi. Pored toga, arheološki ostaci pokazuju rani tehnološki razvoj i uzgoj usjeva, pa dolina predstavlja izuzetan sustav upravljanja vodama kanalima, bunarima, vodovodima i branama, koji je najstariji na kontinentu, a što je omogućilo nastanak najstarijih poljoprivrednih naselja. Zbog toga je dolina Tehuacán-Cuicatlán upisana na UNESCO-ov popis mjesta svjetske baštine u Amerikama 2018. godine.
Rezervat biosfere Tehuacán-Cuicatlán nalazi se u gorju Sierra Madre del Sur i sastoji se od tri dijela: dolina Zapotitlán-Cuicatlán, San Juan Raya i Purrón. Teren je kršovit s planinama koje ne dosežu 3000 m nadmorske visine. Gotovo cijeli rezervat je u gornjem toku rijeke Papaloapan, jedne od najvećih rijeka u Meksiku. Aridna klima s umjerenim padalinama koje su rijetke ljeti. Na visinama zna doći to stvaranja magli, koja se rijetko kondenzira u obliku blage kiše.

## Bioraznolikost
Usprkos općem mišljenju o jugoistočnom Meksiku, ovo suho tropsko područje ima izvanrednu raznolikost biljaka (više od 2.700 vrsta). Neke studije, poput one Rzedowskog 1973. i 1978., su dokazale kako ovo područje pripada jedinstvenom meksičkom fitogeografskom području xerofítica. Još 1965. Smith je izjavio kako je čak jedna trećina biljaka u dolini Tehuacán-Cuicatlán endemična, kao što su: Gypsacanthus, Oaxacania, Pringleochloa i Solisia. Dolina ima najgušće šume stupnih kaktusa na svijetu (45 od 70 vrsta raste ovdje), oblikujući jedinstven krajolik koji uključuje i agave, juke i hrastove. Također, jedno je od glavnih središta diversifikacije za kaktusku obitelj koja je kritično ugrožena širom svijeta.
Od kralježnjaka u rezervatu obitava 18 vrsta riba i 27 vrsta vodozemaca, što je najveća raznolikost za jedno aridno područje. Tu je također i 85 vrsta reptila, od kojih su 20 vrsta endemi, te 338 vrsta ptica, od kojih su 16 vrsta endemi.
- Flora rezervata biosfere Tehuacán-Cuicatlán
- Castela tortuosa
- Ferocactus robustus
- Agave spp.
- Pachycereus weberi
- Pachycereus marginatus
- Pilosocereus quadricentralis
- Cephalocereus columna-trajani
- Mammillaria carnea
- Mammillaria polyedra
- Mammillaria supertexta
- Coryphantha calipensis
- Prosthechea vitellina
- Echeveria laui

## Vanjske poveznice
- Southern North America: Southern Mexico, WWF (engl.)